# Élisabeth Farnèse
Pour les articles homonymes, voir Farnese.
Élisabeth Farnèse (en espagnol Isabel de Farnesio, en italien Isabella Farnese), née le  25 octobre 1692 à  Parme et morte le 11 juillet 1766 à Aranjuez, est reine d'Espagne de 1714 à 1746, influençant de manière importante la politique du royaume.

## Biographie

### Jeunesse
Élisabeth est la fille d'Édouard Farnèse, prince héréditaire de Parme décédé peu après sa naissance et de Dorothée-Sophie de Neubourg. Veuve ambitieuse, belle-sœur de l'empereur Léopold Ier et du roi Charles II d'Espagne, la duchesse Dorothée-Sophie conserva la couronne parmesane en se remariant avec son jeune beau-frère François II de Parme. De leur côté les Farnèse voulaient conserver l'alliance brillante qu'avait constituée le mariage du prince héréditaire avec les Wittelsbach et ne pas rendre la dot de la jeune veuve. François II est pour Élisabeth un oncle et un beau-père plein de tendresse et de bon conseil.
Sa mère lui impose une éducation rigide à la limite de la maltraitance psychologique, la reléguant dans une mansarde sans contact avec la cour.
Si son corps est admirablement bien fait, Élisabeth Farnèse a perdu sa beauté après avoir été, comme nombre de ses contemporains, victime de la variole lors de son enfance. Elle est dotée d'un caractère très ferme, décidé et ambitieux, qu'elle tient de sa mère. Les auteurs de l’époque font l’éloge de sa perspicacité et de son intelligence.

### Reine d'Espagne, une alliance inespérée

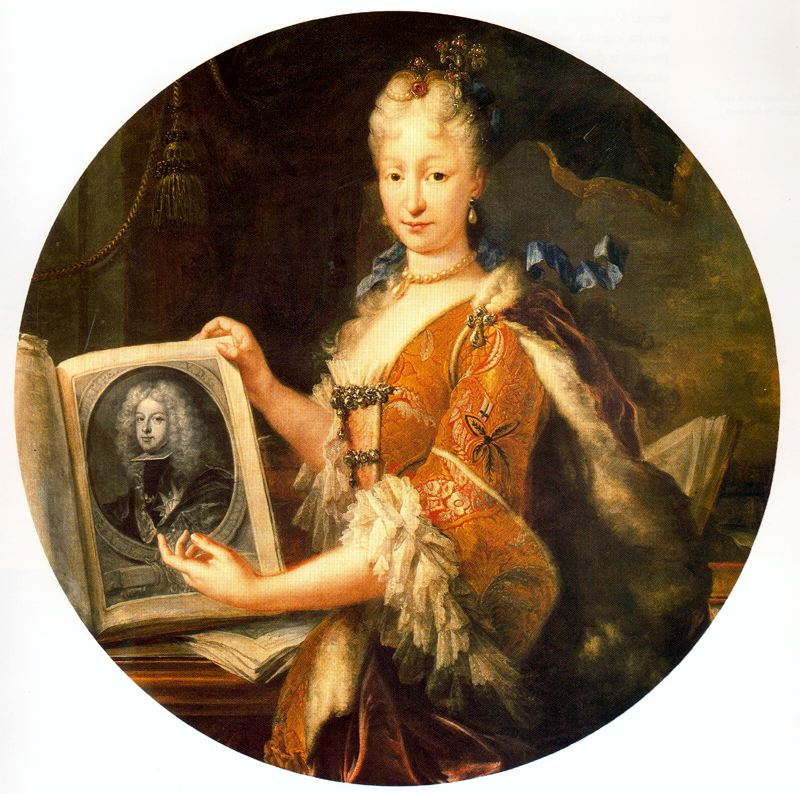
Élisabeth Farnèse à l'époque de son mariage par Miguel Jacinto Meléndez (1714).

Comme toute princesse, elle entre dans le jeu diplomatique de sa Maison, mais plutôt comme pièce d’échange.
Grâce à l’esprit de persuasion de l’abbé Giulio Alberoni, ambassadeur du duc de Parme à Madrid, et aux intrigues de la Camarera Mayor du roi d’Espagne, Marie-Anne de La Trémoille, princesse des Ursins, Élisabeth épousa en 1714 Philippe V d'Espagne, récemment veuf de Marie-Louise de Savoie, fille de Victor-Amédée II de Savoie et d'Anne-Marie d'Orléans.
Les noces sont célébrées à Parme le 25 août. Comme gage de sympathie envers l’Espagne, le pape Clément XI confère à la jeune reine la Rose d'or.
La nouvelle souveraine de l'Espagne est accompagnée vers son nouveau pays par l'abbé Alberoni. Après avoir embarqué à Livourne, elle doit, à cause du mauvais temps, débarquer à Marseille où elle reçoit l'autorisation de Louis XIV de France, grand-père de son mari, de voyager par terre.
Elle s'attarde à Aix-en-Provence puis à Toulouse et fait même un détour par Pau pour y rencontrer sa tante, la reine douairière d'Espagne, veuve de Charles II qui y vit en exil tandis que son époux Philippe V d'Espagne, bien qu'esclave de ses sens mais moralement scrupuleux, est contraint à une intolérable continence.
Durant le voyage, peut-être inspirée par le futur cardinal, la jeune reine mûrit la décision d’éloigner Marie-Anne de La Trémoille afin d’être la seule à avoir un ascendant sur le roi. Par cette manœuvre, l’Espagne s’affranchit de l’influence française.

### Une femme de pouvoir

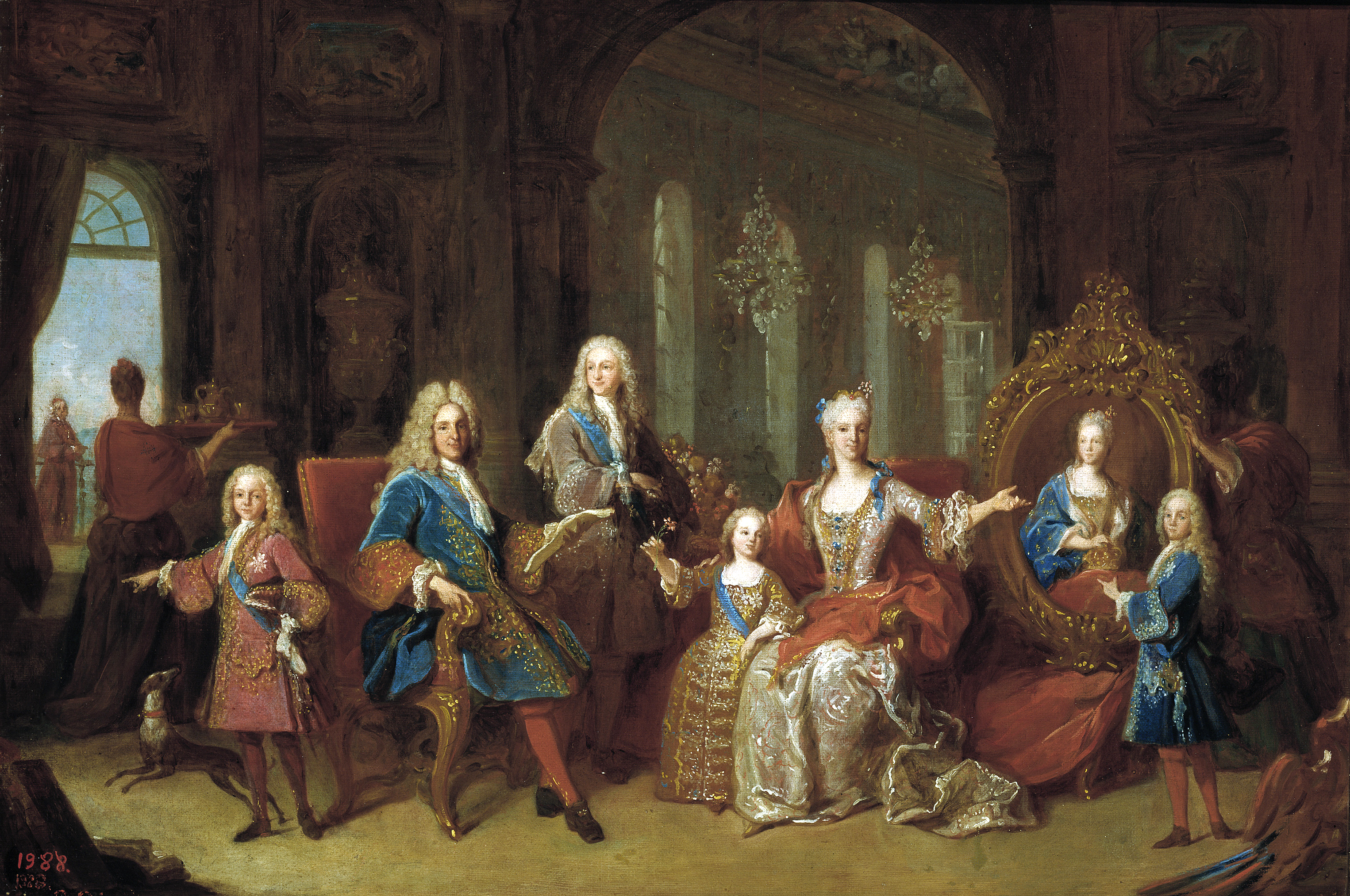
Philippe V d'Espagne et sa famille (1723).

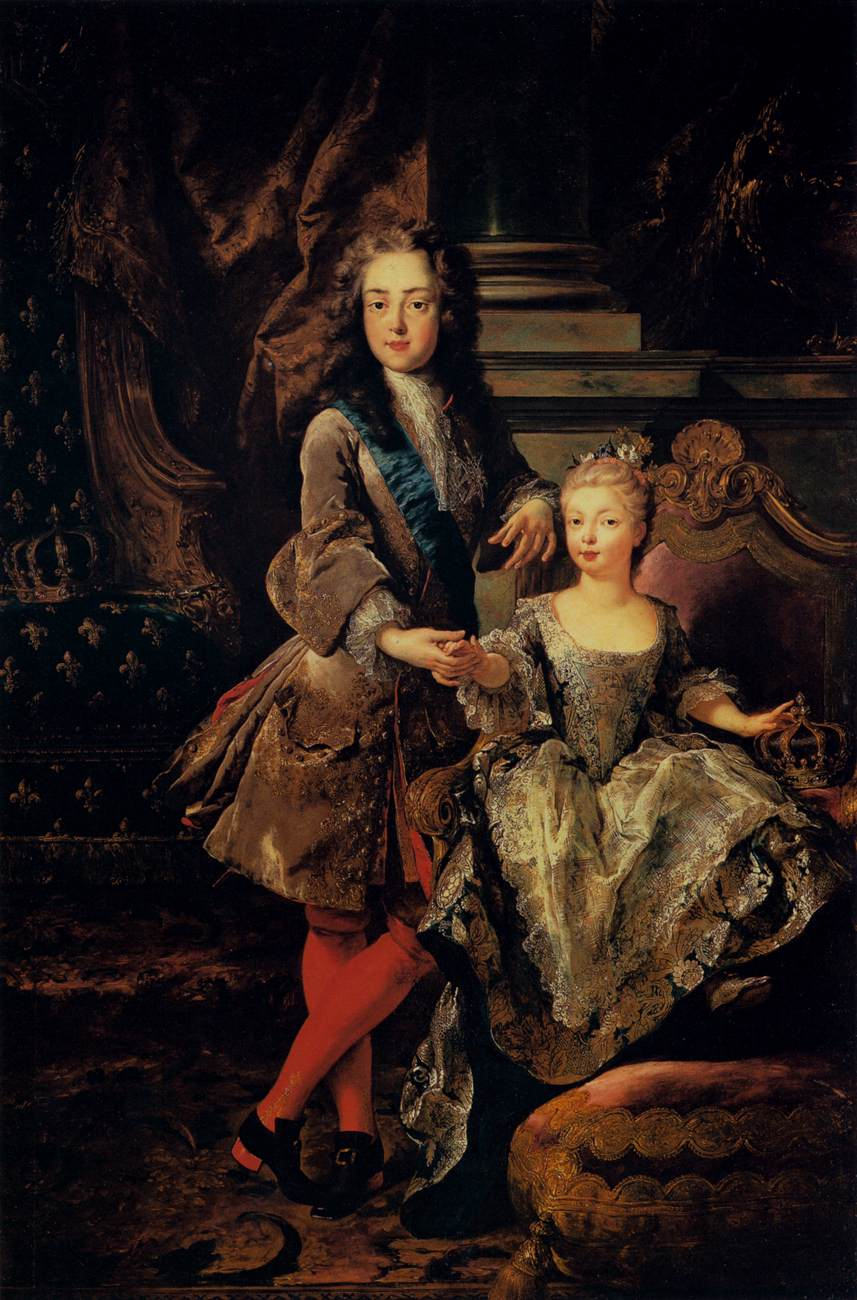
Le couple des fiancés royaux de France : Louis XV et Marie-Anne.

Au cours des premières années de règne, elle est très bien conseillée par Alberoni et par son oncle François Farnèse, duc de Parme. Grâce à leurs conseils, elle réussit à dominer le caractère indécis de son mari qui ne conteste jamais aucune de ces décisions, ce qui lui donne un poids important dans la politique de l’Espagne du XVIIIe siècle. C’est au cours de cette période qu’Alberoni est nommé cardinal et en 1716, Premier ministre.
L’influence de la reine, qui a des droits sur Parme et Plaisance mais aussi sur la Toscane, porte l'Espagne à ne pas se résigner à perdre ses possessions italiennes par suite de la guerre de Succession d'Espagne. Ayant pris en main la politique espagnole, la reine et le cardinal firent envahir la Sardaigne et la Sicile.
Cependant la quadruple alliance entre la France, l’Autriche, la Grande-Bretagne et les Provinces-Unies met fin à l'ambition de la reine. L'armée espagnole est battue par l’armée française, et la flotte, envoyée par le fond par les Anglais au large du cap Passero en Sicile. La paix de La Haye (1720) provoque le renvoi et l'exil du cardinal Alberoni, l’évacuation de la Sicile et la renonciation aux prétentions sur les anciennes possessions. Le même traité établit cependant que les duchés de Parme et Plaisance, en cas d’absence d’héritier, passeraient aux mains de son fils aîné Charles. De même, Élisabeth étant également l’héritière légitime des Médicis dont la Maison, comme celle des Farnèse, risque l'extinction, ses fils auraient pu revendiquer leurs droits sur la Toscane.
Comme il est d'usage, pour confirmer la réconciliation des deux branches de la maison de Bourbon, le roi d'Espagne et le régent de France concluent des mariages croisés : tandis que le jeune Louis XV de France âgé de onze ans est fiancé à l'infante Marie-Anne-Victoire d'Espagne qui en a trois, le prince des Asturies qui en a quatorze épouse Louise-Élisabeth d'Orléans qui en a douze.
Ces mariages, surtout celui de son jeune beau-fils, contrarient Élisabeth qui voit la couronne d'Espagne s'éloigner de ses propres enfants.
Pour que l'impérieuse reine d'Espagne ne soit pas froissée, l'infant Charles, aîné des fils qu'elle a donné à Philippe V et âgé de cinq ans, est fiancé à Philippine d'Orléans qui en a sept. Les petites princesses sont sur le champ convoyées vers leur nouvelle patrie.
En 1724, Philippe V, fatigué et voulant se consacrer à son salut, abdique en faveur de son fils Louis, né de son premier mariage, et se retire, au grand dam de la reine qui devait bien sûr l'y accompagner, au palais de la Granja. Mais la chance favorise Élisabeth une fois encore, car sept mois plus tard Louis meurt prématurément, ce qui convainc Philippe de reprendre le pouvoir, permettant ainsi à Élisabeth de diriger à nouveau la politique espagnole, spécialement quand le roi perd une grande partie de ses facultés mentales.
L'année suivante, le duc de Bourbon, qui a succédé au duc d'Orléans comme Premier ministre français, rompt les fiançailles de son roi et renvoie la jeune infante en Espagne. Outré, le roi d'Espagne l'imite et renvoie en France les deux filles du défunt régent.
Élisabeth se tourne alors vers l'Autriche. L'empereur n'ayant pas de fils, sa fille aînée Marie-Thérèse est censée recueillir les possessions des Habsbourg ; elle a également deux sœurs cadettes susceptibles d'épouser des fils d'Élisabeth. Cette politique fait long feu.
En 1729, l'infante Marie-Anne-Victoire est mariée au roi Joseph Ier de Portugal.

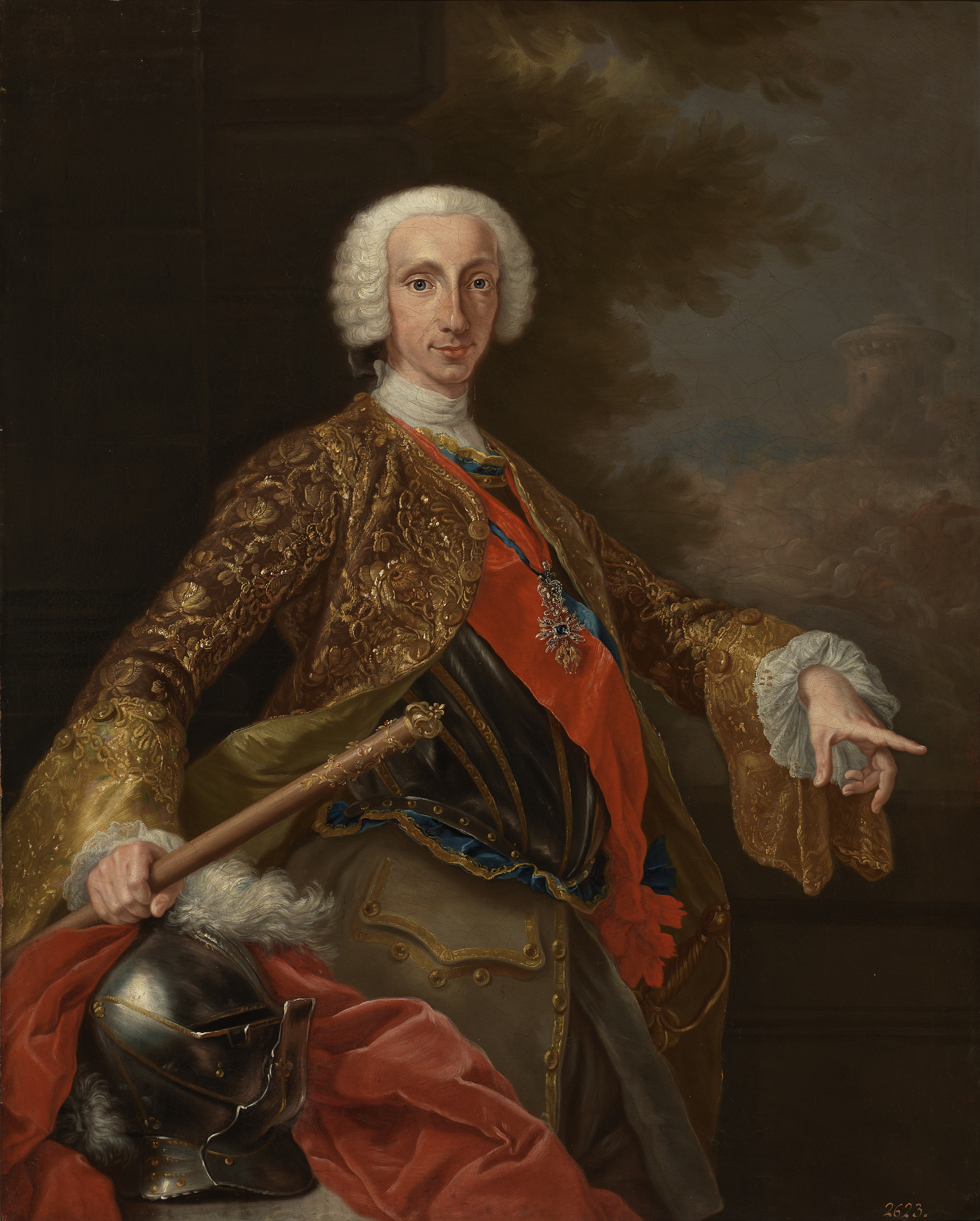
L'infant Charles, roi de Naples et de Sicile.

En 1731, l'infant Charles, fils aîné d'Élisabeth, âgé de 15 ans, est appelé auprès du grand-duc de Toscane, Jean-Gaston de Médicis, qui veut en faire son héritier.
Au cours de la guerre de Succession de Pologne, soutenu par sa grand-mère Dorothée-Sophie qui s'est fait nommer régente à la mort du dernier duc de Parme, l'infant Charles réussit à prendre possession du duché de Parme et Plaisance (1732) puis des royaumes de Naples et de Sicile.
C'est à partir de la prise de Naples en 1734, à l’issue de la bataille de Velletri, que remonte le transfert des biens des Farnèse de Parme à Naples.
Après 1734, les droits qui ont été attribués à Charles par les précédents traités reviennent à Élisabeth qui est nommée « légitime reine et duchesse de Parme et Plaisance ».
Cependant, le traité de Vienne qui réorganise l'Europe à l'issue du conflit, confie la Toscane, Parme et Plaisance au duc François III de Lorraine, lequel, contraint par la France, renonce à ses terres patrimoniales pour pouvoir épouser l'archiduchesse Marie-Thérèse d'Autriche, fille aînée et héritière de l'empereur.
Charles conserve Naples et la Sicile. En 1738, il épouse Marie-Amélie de Saxe, fille du roi de Pologne, qui domine son mari comme Élisabeth domine le sien.
La France cherche à conserver l'alliance de l'Espagne et Louis XV de France marie en 1739 sa fille aînée Élisabeth de France, à l'infant Philippe, fils cadet du roi et d'Élisabeth tandis que l'infante Marie-Thérèse d'Espagne est promise au dauphin Louis.
L'année suivante éclate la guerre de Succession d'Autriche qui remet tout en cause.

### Reine douairière

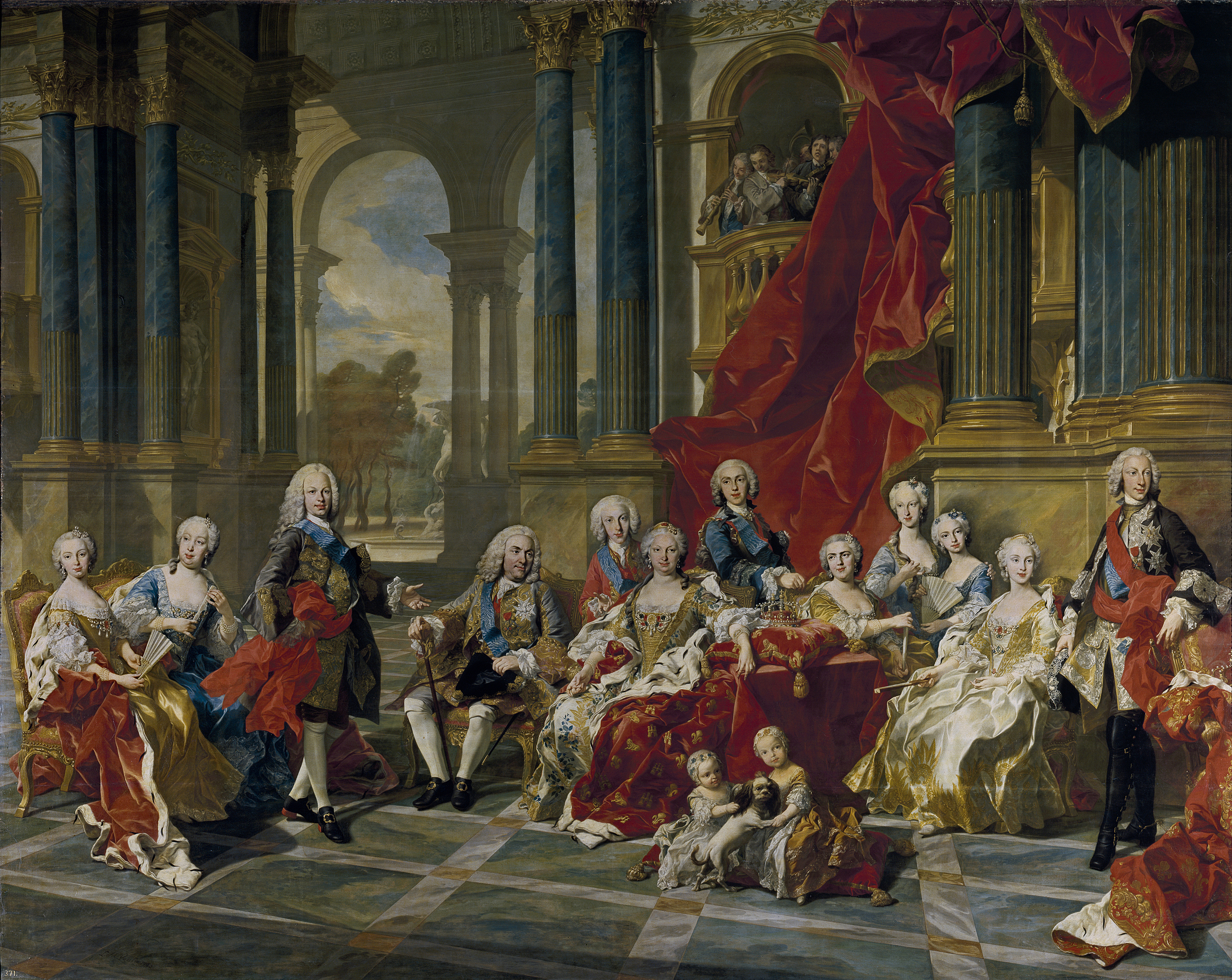
La famille royale en 1743 par Louis Michel van Loo.

Malgré la ratification de la Pragmatique Sanction, l'Espagne et la France s'unissent aux adversaires de l'Autriche.
Philippe V meurt en 1746, Ferdinand VI d'Espagne, quatrième fils de Philippe et de Marie-Louise-Gabrielle de Savoie, monte sur le trône et Élisabeth perd son influence. Elle se retire à San Ildefonso, entreprend la construction du palais de Riofrío qui lui est destiné, mais ne cesse jamais d’intriguer en faveur de ses fils.
En 1745, sont célébrées les noces de l'infante Marie-Thérèse et du dauphin mais la jeune femme meurt des suites de ses couches l'année suivante.
Si la mort empêche Marie-Thérèse de devenir reine de France, elle ne ruine en rien les ambitions de sa mère.
Il reste à celle-ci sa plus jeune fille Marie-Antoinette qu'elle propose pour succéder à sa sœur ; mais le jeune dauphin, inconsolable, refuse ce marché. En fait, c'est Louis XV qui s'y oppose[réf. nécessaire].
L'infante Marie-Antoinette épouse en 1750 le fils aîné du roi de Sardaigne, amplifiant encore l'influence de l'ancienne princesse de Parme sur son Italie natale.
La fin de la guerre de Succession d'Autriche, par le traité d'Aix-la-Chapelle de 1748, voit l’échange de territoires entre certaines puissances et un autre des fils d'Élisabeth, Philippe de Bourbon, gendre de Louis XV de France qui, comme son père et son frère, est dominé par son épouse, reçoit la couronne ducale de Parme et Plaisance.
Il reste à Élisabeth un fils, Louis. D'abord consacré à l'Église, il reçoit dès l'âge de huit ans la dignité cardinalice mais renonce à la pourpre peu après la mort de son père. Élisabeth lui destine le trône de Toscane qui a été donné au mari de l'archiduchesse Marie-Thérèse d'Autriche, lequel a été élu empereur sous le nom de François Ier du Saint-Empire.
La guerre de Sept Ans ne comble pas ses vœux. L'infant Louis ne porte jamais la couronne mais contracte sur le tard un mariage que son frère Charles III qualifie d'inégal.
Entre-temps, en 1759, la mort sans héritier de Ferdinand VI porte sur le trône son frère cadet, le roi de Naples et de Sicile devenu Charles III d'Espagne. Après treize années d'inactivité forcée, Élisabeth, devenue la mère du roi mais dont la vue commence à baisser, est nommée par celui-ci régente en attendant qu'il puisse fouler le sol espagnol.
Élisabeth passe les dernières années de sa vie à Aranjuez où elle dédie son temps en œuvres de charité et devient la protectrice des jésuites.
Les années 1760 voient le mariage de ses petits-enfants : en 1760, Marie-Isabelle de Bourbon-Parme épouse le fils aîné de l'empereur, l'archiduc Joseph, mais meurt deux ans plus tard sans avoir donné de descendance mâle à la Maison de Habsbourg-Lorraine.
En 1765, elle perd son fils le duc de Parme tandis que sa petite-fille Marie-Louise de Parme épouse son petit-fils le futur Charles IV d'Espagne. la même année, l'infante Marie-Louise d'Espagne épouse le second fils de l'empereur Pierre-Léopold, grand-duc de Toscane.
Presque aveugle, Élisabeth Farnèse, reine douairière d'Espagne, meurt le 11 juillet 1766.
Frédéric II de Prusse, qui connaissait bien Élisabeth, dit d’elle :
« Le cœur énergique d’un Romain, la fierté d’un Sparte, la ténacité d’un Anglais, l’astuce d’un Italien, la vivacité d’un Français concoururent à créer cette femme particulière ; elle marche audacieusement à la réalisation de ses projets, il n’y a rien qui puisse la surprendre, personne qui puisse l’arrêter ».

### Descendance
1. Charles (20 janvier 1716 – 14 décembre 1788) duc de Parme puis roi de Naples et de Sicile puis roi d'Espagne, épouse en 1738 Marie-Amélie de Saxe (1724-1760) ;
2. François (21 mars 1717–21 avril 1717)
3. Marie-Anne-Victoire d'Espagne (31 mars 1718 – 15 janvier 1781) épouse en 1729 Joseph Ier, roi du Portugal ;
4. Philippe Ier de Parme (20 mars 1720 – 18 juillet 1765) épouse en 1739 Élisabeth de France, duc de Parme en 1748 ;
5. Marie-Thérèse d'Espagne (11 juin 1726 – 22 juillet 1746) épouse en 1745 Louis, dauphin de France (1729-1765).
6. Louis Antoine d'Espagne (25 juillet 1727–7 août 1785), connu comme le « cardinal infant ». Il est archevêque de Tolède, primat d’Espagne et cardinal de 1735 à 1754 lorsqu’il renonce aux titres ecclésiastiques pour devenir comte de Chinchón. En 1776, il contracte un mariage inégal avec Doña María Teresa de Vallabriga y Rozas. Leurs enfants n’ont pas de titre.
7. Marie-Antoinette d'Espagne (17 novembre 1729 – 19 septembre 1785), épouse en 1750 Victor-Amédée III, roi de Sardaigne (1726-1796).

## Au cinéma
- Dans le film L'Échange des princesses (2017), elle est jouée par Maya Sansa.
- Silvia Abascal joue son rôle dans la série La Cuisinière de Castamar (2021).